# Levántate contra el bullying
"Levántate Contra el Bullying" es una organización sin ánimo de lucro situada en Pamplona que fue creada en 2015 para luchar contra el acoso escolar (en inglés bullying, de ahí el nombre de la asociación) en la Comunidad Foral de Navarra.

## Sede
La asociación tiene su sede en el barrio pamplonés de San Juan.

## Historia
Esta organización juvenil se fundó el 6 de noviembre de 2015. Ha sido y es recibida por el Parlamento de Navarra y otras instituciones y es la Asociación organizadora del Día Mundial Contra el Acoso Escolar (2 de mayo) y de sus actividades durante toda esa semana.

## Objetivos
Esta asociación tiene como objetivos los siguientes:
- Intervenir y denunciar el acoso escolar y la marginación social.
- Apoyar, informar y asistir a los jóvenes afectados y a sus familias.
- Ser una referencia para el apoyo de los jóvenes.
- Sensibilizar y cooperar con realidades sociales de exclusión.

## Actividades
La asociación realiza a lo largo del año diversas actividades, concentraciones, charlas y reuniones, así como realiza críticas y comunicados hacia las instituciones oficiales para llevar a cabo sus fines.

## Junta directiva
La actual junta directiva está compuesta por:
- Presidente:  Sergio Aranguren Valiente.
- Vicepresidente y tesorero:  Raúl Osia.
- Secretaria general:  Esther Ibáñez.
- Vocal de socios:  Julen García.
- Vocal de Organización:  Leila Chivite.
- Vocal de Comunicación: María Irisarri
- Vocal:  Julen Sesma.

Además, cuenta con un equipo de asesores psicopedagógicos y jurídicos.